# Revolta de Karls

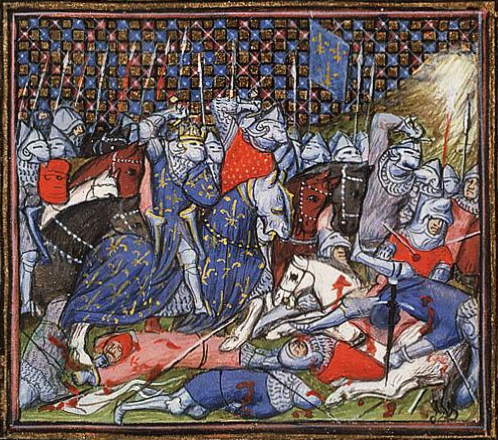
Revolta de Karls, arte

A Revolta de Karls, também conhecida como o revolta do litoral de Flandres, foi um levante camponês iniciado em novembro de 1323 e durou até 23 de agosto de 1328.
Em 1323, as safras foram medíocres, o que gerou uma situação de escassez, na qual acentuou-se:
- a recusa em pagar o dízimo e o imposto do conde; e
- o ódio à nobreza e à autoridade.

Nessas circunstâncias surgiram lideranças como Jacques Peyte, Nicolaas Zannekin e Guillaume de Deken, então burgomestre de Bruges. Desse modo, entre novembro e dezembro de 1323, tiveram início distúrbios rurais dispersos.
O levante, teve início em lançado de Bruges e se espalhou para os municípios vizinhos, tais como: Torhout, Roeselare, Poperinge, Nieuwpoort, Veurne, Dunquerque, Cassel e Bailleul.
Em janeiro de 1324, o Conde Louis de Nevers percebeu que não tinha um exército suficientemente forte para conter a revolta e decidiu negociar. Desse modo, em abril de 1324, foi assinado um documento que reconheceu o mérito das reclamações contra as exações dos cobradores de impostos.
Em junho de 1325, teve início um segundo levante, após o assassinato de um lavrador por um cavaleiro e a prisão de seis burgueses de Bruges pelo Conde Louis de Nevers em Kortrijk. Essa situação desencadeou um levante armado em Bruges e em Kortrijk. Os revoltosos conseguiram capturar o Conde Louis de Nevers.
O povo de Bruges escolheu, como líder da rebelião: Roberto de Cassel, tio do Conde Louis de Nevers. Nesse contexto, Roberto de Cassel liderou uma expedição, iniciada em 15 de julho de 1325, contra Gante, cidade controlada pelos apoiadores do Conde Louis de Nevers.
Devido ao cerco contra Gante, imposto pelos rebeldes, o Rei da França Carlos IV, o Belo, enviou embaixadores para propor submeter a seu julgamento as queixas das comunas contra o conde, entretanto, os rebeldes exigiram a submissão de Gante como um pré-requisito para as negociações.
Em 04 de novembro, foi publicado um decreto de excomunhão contra os rebeldes e o Rei Carlos IV ameaçou intervir militarmente. Nesse contexto, Roberto de Cassel inicia contatos para se aproximar do Rei Carlos IV e abandonar a rebelião.
Os rebeldes sofreram uma derrota nas proximidades de Assenede e o Conde Louis de Nevers foi libertado por Roberto de Cassel antes do Natal.
No dia 18 de fevereiro de 1326, o Conde Louis de Nevers, publicou um decreto perdoando os habitantes de Bruges e comprometendo-se a respeitar os costumes e as liberdades dos municípios da Flandres.
No dia 19 de abril de 1326, um tratado de paz foi ratificado em Val-Coquatrix, nas proximidades de Corbeil-Essonnes.
Após a morte do Rei Carlos IV, em fevereiro de 1328, o Conde Louis de Nevers conseguiu convencer o seu sucessor, o Rei Filipe VI de França a organizar uma expedição militar contra Flandres para revogar as concessões feitas por seu antecessor. Desse modo, no dia 22 de julho, foi imposto um cerco à cidade de Bruges, o centro da rebelião. Nos dias seguintes, diversas cidades que apoiaram a rebelião foram saqueadas. No dia 23 de agosto, ocorreu a derrota decisiva dos rebeldes em uma batalha nas proximidades de Cassel (Batalha de Cassel), na qual, Nicolaas Zannekin foi morto.
Os bens dos que lutaram na Batalha de Cassel foram confiscados e foram impostas pesadas multas contra as cidades de Bruges, Ypres, Kortrijk, Diksmuide, Veurne, Oostende, Aardenburg, Ysendyke, Dendermonde e Geraardsbergen  .